# Hippocampus breviceps
Hippocampus breviceps es una especie de pez de la familia Syngnathidae en el orden de los Syngnathiformes.

## Morfología
Los machos  pueden llegar alcanzar los 15 cm de longitud total.

## Distribución geográfica
Se encuentra al suroeste de Australia.   